# Basketball-Ozeanienmeisterschaft 1975
Die Basketball-Ozeanienmeisterschaft 1975, die zweite Basketball-Ozeanienmeisterschaft, fand zwischen dem 6. und 9. August 1975 in Melbourne, Hobart sowie Launceston, Australien statt, das zum ersten Mal die Meisterschaft ausrichtete. Gewinner war der Gastgeber, der zum zweiten Mal, dazu noch ungeschlagen, den Titel erringen konnte. In der Best-of-Three Serie konnte Neuseeland mit 3:0 geschlagen werden.

## Teilnehmende Mannschaften
Australien

 Neuseeland

## Modus
Gespielt wurde in Form einer Best-of-Three Serie. Die Mannschaft, die zuerst zwei Siege erringen konnte, wurde Basketball-Ozeanienmeister 1975.

## Ergebnisse
| 6. November 1975 |                                        | Australien | 83 – 57 | Neuseeland |  |
| 6. November 1975 | Punkte pro Halbzeit: 41 : 23, 42 : 34. |            |         |            |  |
| 6. November 1975 |                                        |            |         |            |  |
| 6. November 1975 |                                        |            |         |            |  |

| 7. November 1975 |                                        | Australien | 87 – 67 | Neuseeland |  |
| 7. November 1975 | Punkte pro Halbzeit: 42 : 23, 45 : 44. |            |         |            |  |
| 7. November 1975 |                                        |            |         |            |  |
| 7. November 1975 |                                        |            |         |            |  |

| 9. November 1975 |                                        | Australien | 101 – 67 | Neuseeland |  |
| 9. November 1975 | Punkte pro Halbzeit: 49 : 40, 52 : 23. |            |          |            |  |
| 9. November 1975 |                                        |            |          |            |  |
| 9. November 1975 |                                        |            |          |            |  |

| Australien           |
| Meister Australien   |
| Zweite Meisterschaft |

## Abschlussplatzierung
| Rang | Mannschaft |
| ---- | ---------- |
| 1    | Australien |
| 2    | Neuseeland |

Australien qualifizierte sich durch den 3:0-Erfolg für die Olympischen Sommerspiele 1976 in Montreal, Kanada.